# Kampalapura, Piriyapatna
Kampalapura là một làng thuộc tehsil Piriyapatna, huyện Mysore, bang Karnataka, Ấn Độ.